# Nils Stille
Nils Gustaf Albert Stille, född 4 juli 1893 i Stockholm, död 11 september 1974, var en svensk företagare och sportjournalist.
Nils Stille var son till Max Stille. Efter studentexamen i Stockholm 1913 och studier vid Uppsala universitet vistades han 1921–1922 i USA. Han var medarbetare i Dagens Nyheter 1923, generalsekreterare i Svenska motorklubben och redaktör för dess tidskrift Svensk Motorsport 1924–1927 samt chef för Svenska Dagbladets idrottsavdelning 1928–1938. Efter några år som disponent i Philipssons Automobil AB grundade Stille 1941 importfirman Nils Stille (aktiebolag från 1946), för försäljning av rakapparater, hushållsartiklar med mera och AB Finno, mekanisk verkstad för motortillbehör med mera, i vilka båda bolag Stille var VD. 1943–1947 var han redaktör för KAK:s Svensk Motortidning. Stille, som var aktiv bil- och motorcykelförare samt bandy- och fotbollsspelare i AIK, var en av Sveriges främsta motorskribenter (under signaturen Stillman). Han var från 1931 medlem i KAK:s tävlingskommitté. Nils Stille är begravd på Solna kyrkogård.